# Lản Nhì Thàng
Lản Nhì Thàng là một xã thuộc huyện Phong Thổ, tỉnh Lai Châu, Việt Nam.

## Địa lý
Phía đông giáp các xã Thèn Sin, huyện Tam Đường và xã Sùng Phài, thành phố Lai Châu; Tây giáp các xã Ma Quai và Phìn Hồ, huyện Sìn Hồ; Nam giáp xã Sùng Phài, thành phố Lai Châu; Bắc giáp xã Mường So, huyện Phong Thổ.

## Lịch sử
Tháng 1 năm 2002, xã Lản Nhì Thàng chuyển từ huyện Phong Thổ về huyện Tam Đường mới thành lập.
Tháng 12 năm 2006, xã Lản Nhì Thàng lại được chuyển từ huyện Tam Đường về huyện Phong Thổ (mới).